# La Chaumusse
La Chaumusse là một xã trong vùng hành chính Franche-Comté, thuộc tỉnh Jura, quận Saint-Claude, tổng Saint-Laurent-en-Grandvaux. Tọa độ địa lý của xã là 46° 35' vĩ độ bắc, 05° 56' kinh độ đông. La Chaumusse nằm trên độ cao trung bình là 884 mét trên mực nước biển, có điểm thấp nhất là 790 mét và điểm cao nhất là 962 mét. Xã có diện tích 10.62 km², dân số vào thời điểm 1999 là 289 người; mật độ dân số là 27 người/km².

## Thông tin nhân khẩu
| 1962 | 1968 | 1975 | 1982 | 1990 | 1999 |
| ---- | ---- | ---- | ---- | ---- | ---- |
| 230  | 244  | 203  | 251  | 264  | 289  |